# Gymnopilus laricicola
Gymnopilus laricicola là một loài nấm thuộc họ Cortinariaceae.